# Kipp Keller
Kipp Christian Keller (Saint Louis, 14 luglio 2000) è un calciatore statunitense, difensore del Minnesota Utd.

## Caratteristiche tecniche
È un difensore centrale.

## Carriera
Ha iniziato a giocare a calcio nel settore giovanile del Saint Louis FC, dove ha debuttato in US Open Cup il 30 maggio 2019 nell'incontro vinto 3-1 contro il Forward Madison. Poco dopo si è iscritto alla Saint Louis University dove ha giocato con la selezione calcistica locale dei St. Louis Billikens. Nel 2021 ha fatto inoltre parte della rosa del St. Louis Scott Gallagher in USL League Two, ma non ha collezionato alcuna presenza.
Nel gennaio del 2022 ha firmato un contratto con Generation Adidas ed ha abbandonato il college con un anno di anticipo per iscriversi al SuperDraft MLS, dove è stato selezionato dall'Austin FC. Ha debuttato in MLS il 26 febbraio seguente nell'incontro vinto 5-0 contro il FC Cincinnati.
Utilizzato di rado, nel 2023 ha giocato prevalentemente con la seconda squadra dei texani, che nel mese di novembre hanno deciso di non esercitare l'opzione per il rinnovo del contratto in scadenza. Il 21 dicembre seguente ha firmato con il FC Cincinnati ed ha debuttato con il nuovo club il 25 febbraio contro il Toronto FC. A fine stagione è rimasto nuovamente senza contratto ed il 13 dicembre è stato selezionato dal Minnesota Utd nel Re-Entry Draft.

## Statistiche

### Presenze e reti nei club
Statistiche aggiornate all'8 gennaio 2025.
| Stagione         | Squadra          | Campionato       | Campionato | Campionato | Coppe nazionali | Coppe nazionali | Coppe nazionali | Coppe continentali | Coppe continentali | Coppe continentali | Altre coppe | Altre coppe | Altre coppe | Totale | Totale | Totale |
| Stagione         | Squadra          | Comp             | Pres       | Reti       | Comp            | Pres            | Reti            | Comp               | Pres               | Reti               | Comp        | Pres        | Reti        | Pres   | Reti   |        |
| ---------------- | ---------------- | ---------------- | ---------- | ---------- | --------------- | --------------- | --------------- | ------------------ | ------------------ | ------------------ | ----------- | ----------- | ----------- | ------ | ------ | ------ |
| 2019             | Saint Louis FC   | USL              | 0          | 0          | USCup           | 1               | 0               | -                  | -                  | -                  | -           | -           | -           | 1      | 0      |        |
| 2022             | Austin FC        | MLS              | 6          | 0          | USCup           | 1               | 0               | -                  | -                  | -                  | -           | -           | -           | 7      | 0      |        |
| 2023             | Austin FC        | MLS              | 7          | USCup      | 0               | 0               | CCL             | 1                  | 0                  | LC                 | 2           | 0           | 10          | 0      |        |        |
| Totale Austin FC | Totale Austin FC | Totale Austin FC | 13         | 0          |                 | 1               | 0               |                    | 1                  | 0                  |             | 2           | 0           | 17     | 0      |        |
| 2023             | Austin FC II     | MNP              | 16         | 0          | -               | -               | -               | -                  | -                  | -                  | -           | -           | -           | 16     | 0      |        |
| 2024             | FC Cincinnati 2  | MNP              | 2          | 0          | -               | -               | -               | -                  | -                  | -                  | -           | -           | -           | 2      | 0      |        |
| 2024             | FC Cincinnati    | MLS              | 16         | 0          | USCup           | 0               | 0               | CCC                | 3                  | 0                  | LC          | 3           | 0           | 22     | 0      |        |
| Totale carriera  | Totale carriera  | Totale carriera  | 47         | 0          |                 | 1               | 0               |                    | 4                  | 0                  |             | 5           | 0           | 57     | 0      |        |

## Palmarès

### Club

#### Competizioni nazionali
- MLS Next Pro: 1

Austin FC II: 2023